# رد اوک (تگزاس)
۳۲°۳۱′۳۲″شمالی ۹۶°۴۸′۲۲″غربی / ۳۲٫۵۲۵۶۰۷°شمالی ۹۶٫۸۰۶۱۸۹°غربی
رد اوک، تگزاس(به انگلیسی: Red Oak, Texas) شهری در ایالت تگزاس از ایالات جنوبی ایالات متحده آمریکا است. در سرشماری سال ۲۰۰۰، جمعیت این شهر ۴۳۰۱ نفر اعلام شد.